# Växjö
Växjö (ouvir pronúncia), ocasionalmente transliterado para Vaxjo, por adaptação tipográfica, ou Vexiônia (em latim: Vexionia) é uma cidade da província da Småland, no sul da Suécia.

Está situada no centro da Småland, a 120 km a sul de Jönköping e a 109 km a oeste de Kalmar.
 
A cidade é um antigo centro comercial e religioso da região desde a Idade do Ferro, da Era Viking e da Idade Média.

Ocupa uma área de 36,2 quilômetros quadrados, e tem uma população de 70 489 habitantes (2021).

É a sede da comuna de Växjö, a capital do condado de Kronoberg e a sede da diocese de Växjö. 

## Etimologia e uso
O topônimo Växjö deriva das palavras nórdicas väg (caminho) e sjö (lago) e significa "lugar junto ao lago onde confluem vários caminhos". As primeiras menções conhecidas são Wexionensem no século XII e Datum Vexio no XIII.
Em textos em português costuma ser usada a forma original Växjö, ocasionalmente transliterada para Vaxjo, por adaptação tipográfica.

| “ | … a cidade de Växjö, na Suécia, começou na década de 1970 com um conjunto de projetos municipais de caráter ambiental… | ” |
|   | — Romeu Filipe Gonçalves Fazenda, Circularidade Urbana Como Estratégia para a Revitalização dos Centros das Cidades.   |   |

## História

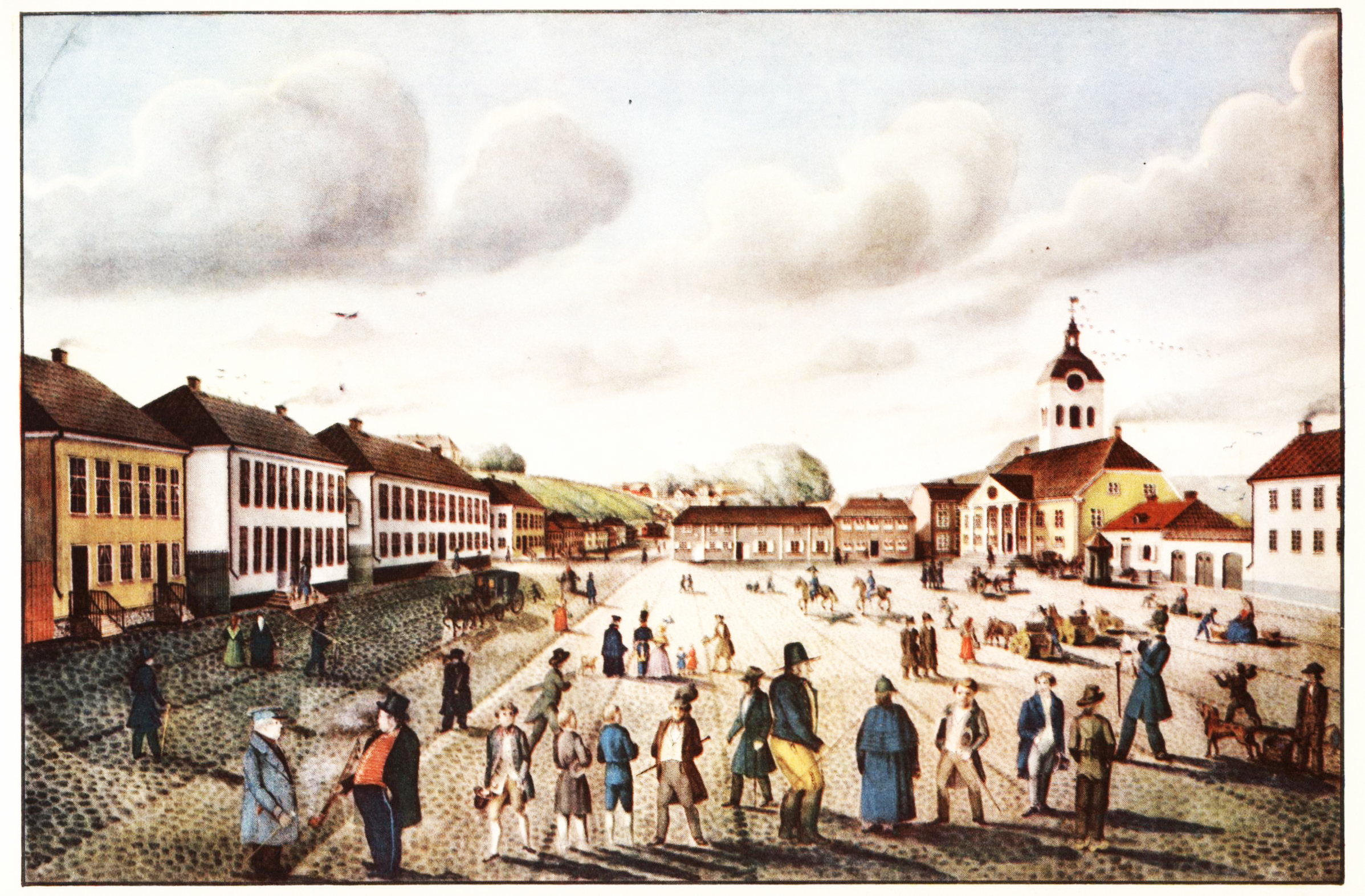
A praça central de Växjö em 1837.

Växjö era já um centro comercial na Idade da Pedra.                                                  
Ascendeu a sede de bispado em 1170.  Recebeu o título de cidade (stadsprivilegier) em 1342. 

Pela Paz de Roskilde em 1658, passou a pertencer à Suécia.                               
Após um período de estagnação no século XVII, a cidade recuperou sucessivamente a sua vitalidade a partir do século XIX, graças às novas vias férreas e ao incremento da sua industrialização.

## Comunicações
A cidade tem uma posição central e estratégica nas comunicações do sul do país.

#### Estradas
É o ponto de encontro das estradas nacionais 23 (Malmö–Linköping), 25 (Halmstad–Kalmar), 27 (Karlskrona–Gotemburgo), 29 (Karlshamn–Växjö), 30 (Jönköping–Växjö) e 37 (Oskarshamn–Växjö).

#### Ferrovias
É igualmente um importante nó ferroviário, por onde passa a Linha de Costa a Costa (Gotemburgo–Karlskrona) e outras ferrovias com ligação à Escânia, a Copenhaga, a Gotemburgo e a Jönköping.

#### Aeroporto
Dispõe do aeroporto de Växjö-Kronoberg a 5 km a noroeste de Växjö.

## Economia
Situada no centro da província histórica de Småland, a cidade é composta por uma grande diversidade de empresas, com crescimento contínuo apreciável. A sua posição estratégica e rede de comunicações fazem dela um importante nó comercial. Além de empresas ligadas à exploração florestal, há empresas dedicadas à maquinaria, à electrotecnia e ao comércio nacional e internacional.

## Ensino
Växjö possui uma instituicão de ensino superior - a Universidade de Lineu - na qual é também ministrada formacão de polícias, por contrato com a Escola Superior de Polícia (Polishögskolan) em Estocolmo.

A cidade tem várias escolas públicas e livres de ensino básico e secundário, e dispõe igualmente de ensino de adultos

#### Universidades
- Universidade de Lineu (Linnéuniversitetet)

#### Escolas superiores
- Ensino contratual com com a Escola Superior de Polícia (Polishögskolan) de Estocolmo

#### Ensino superior popular
- Escola Superior Popular de São Sigfrid (S:t Sigfrids folkhögskola)

## Cultura

#### Pontos turísticos
Os destinos mais procurados atualmente são:
- Casa do Emigrante (Utvandrarnas Hus)[23]
- Museu da Småland – Museu do Vidro da Suécia (Smålands museum – Sveriges glasmuseum)
- Catedral de Växjö (Växjö domkyrka)
- Castelo de Kronoberg (Kronobergs Slott; fortaleza do século XV)

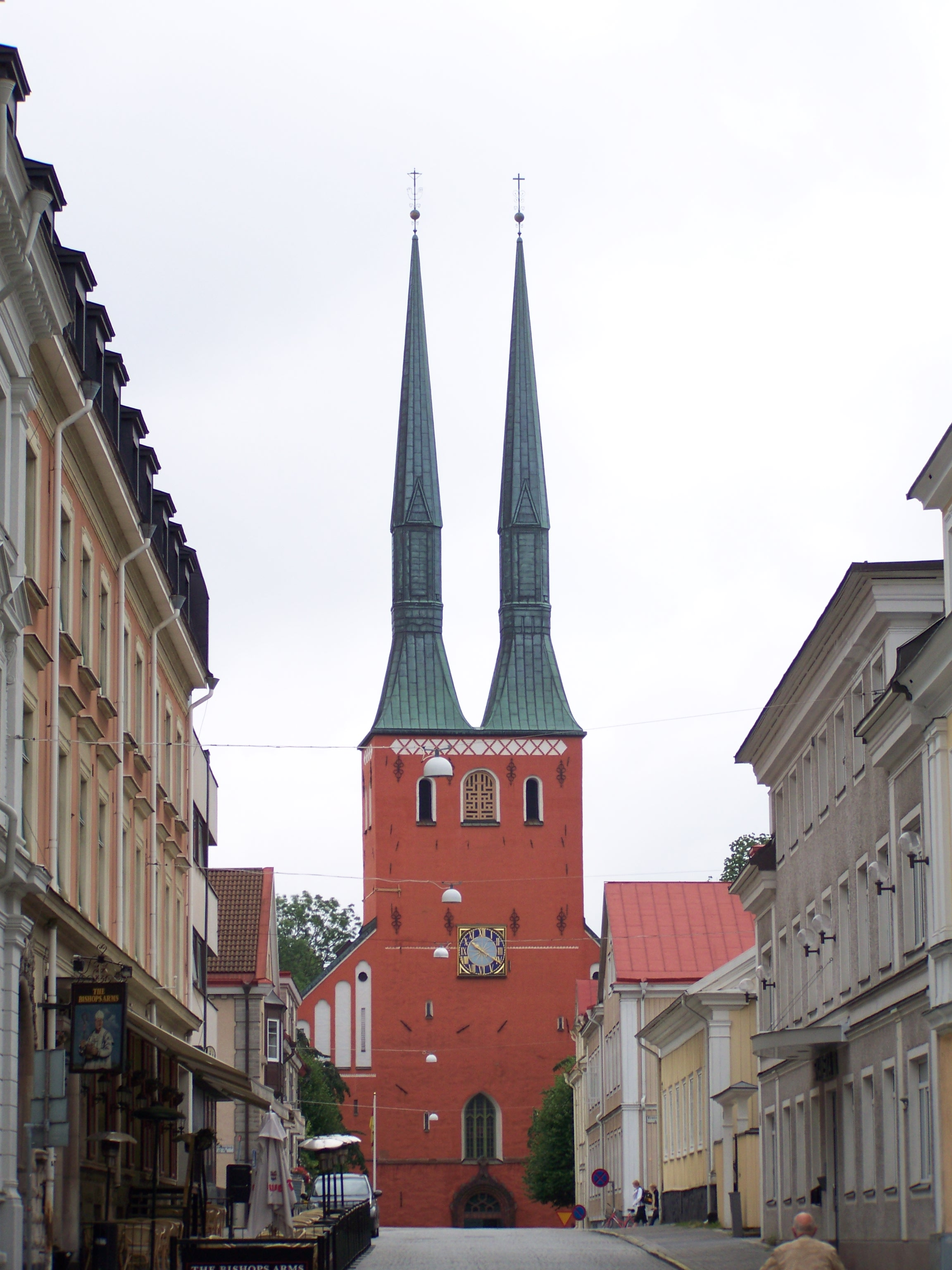
A catedral de Växjö
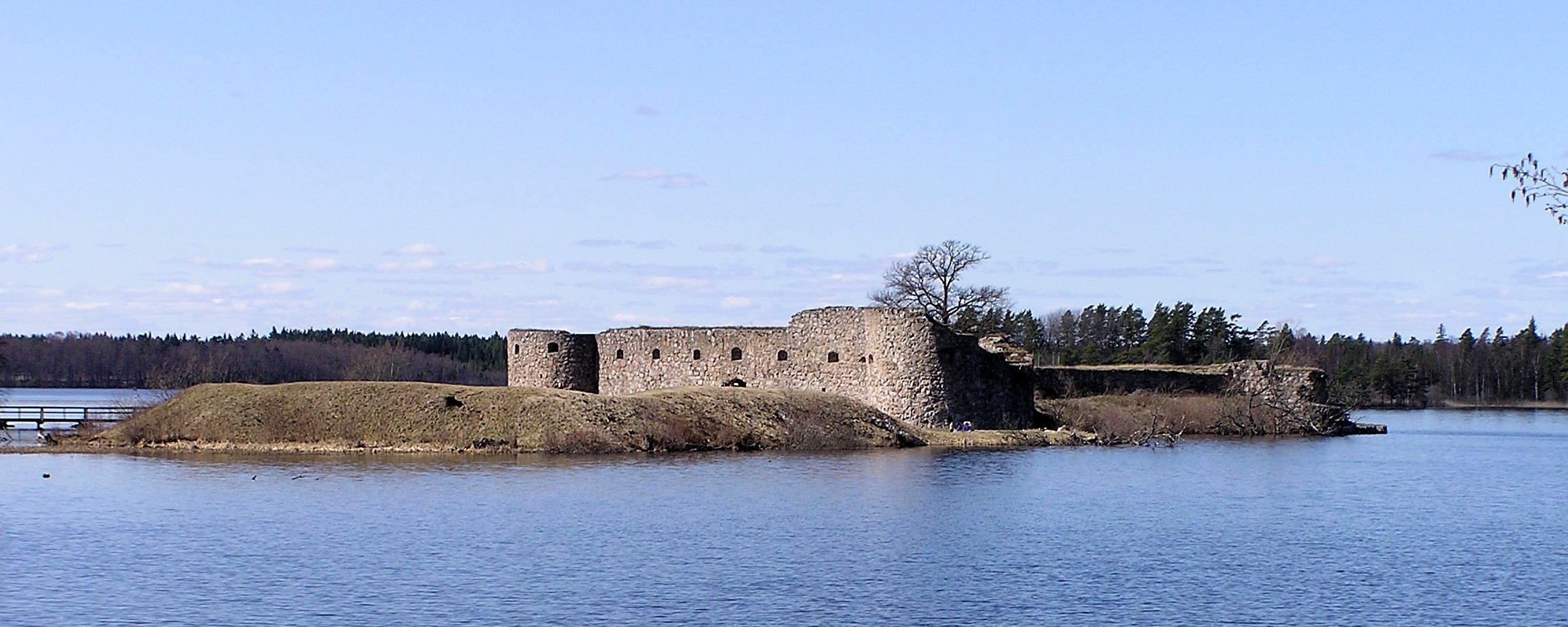
O castelo de Kronoberg
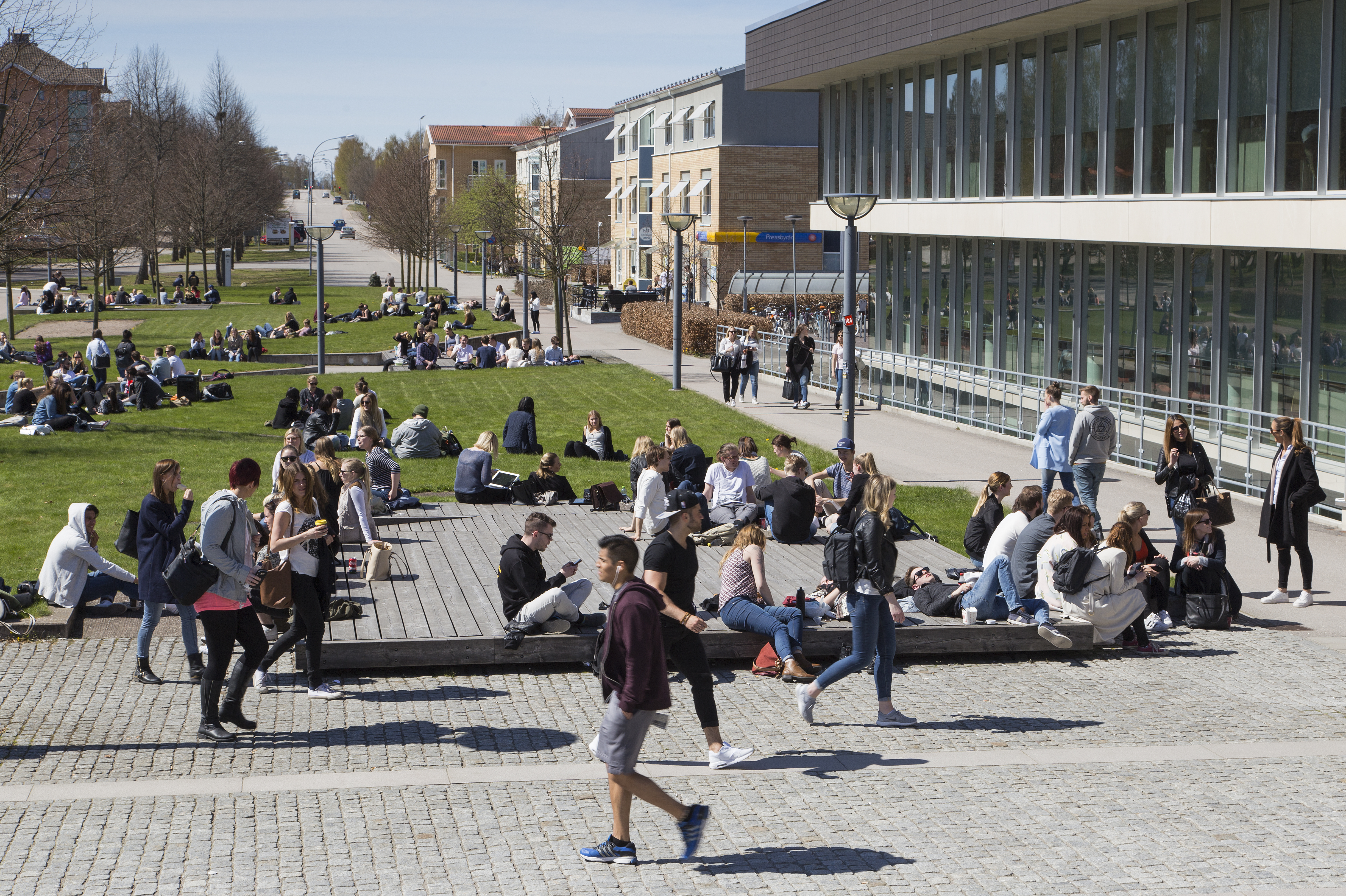
A universidade de Växjö
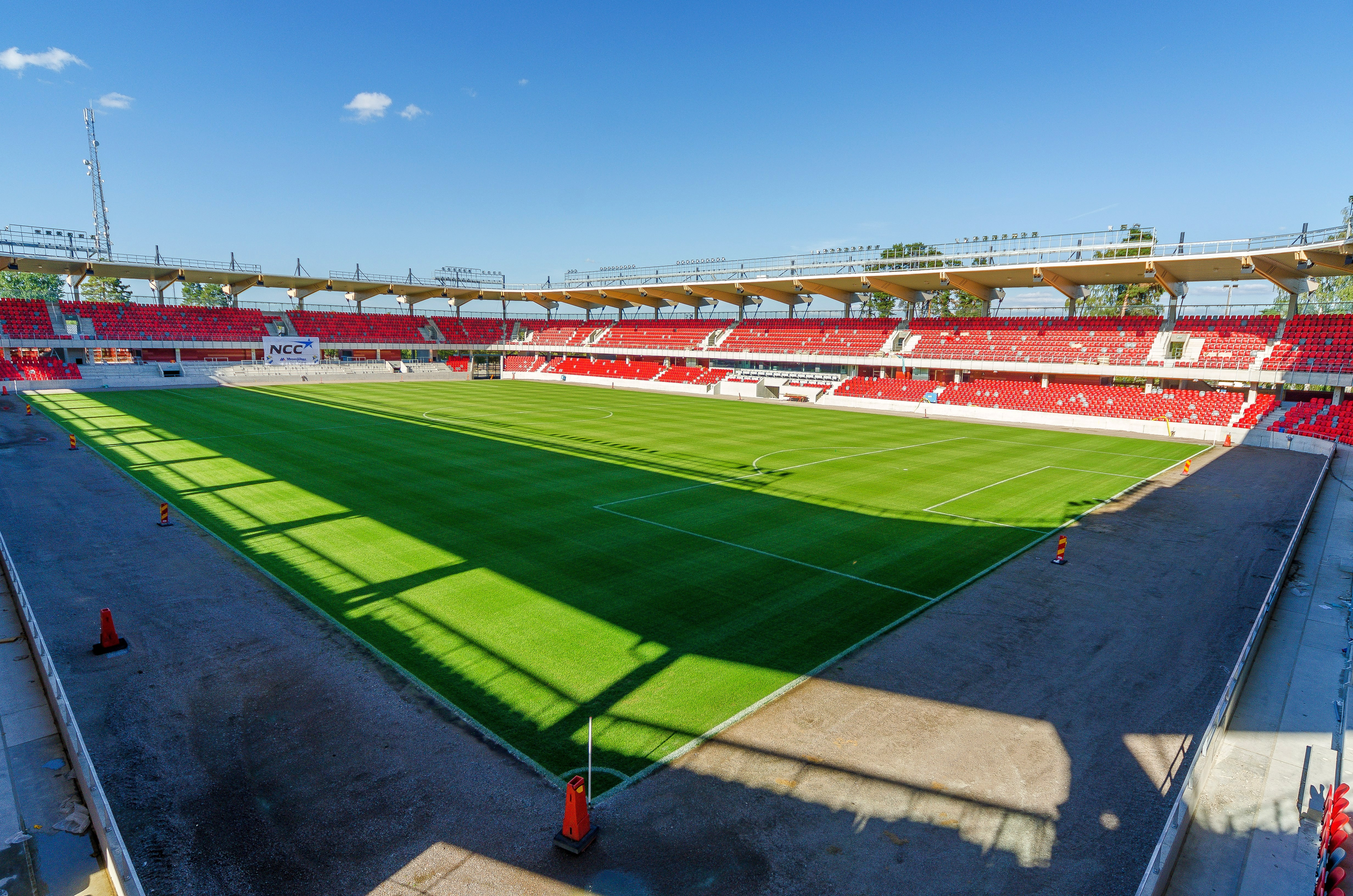
A arena de Myresjöhus

## Desporto
Entre os desportos mais populares na cidade estão o futebol, o hóquei no gelo e o atletismo.

#### Clubes
- Växjö DFF (futebol feminino)
- Östers IF (futebol)
- Växjö Lakers (hóquei no gelo)

#### Arenas desportivas
- Arena de Värend  (Värendsvallen)
- Visma Arena (conhecida como Växjö Arena; futebol)